# Museo della miniera
Il Museo della miniera (Subterraneo) è un museo minerario situato a Massa Marittima, nella provincia di Grosseto, in Toscana.

## Storia
L'idea per un museo dedicato alla storia delle miniere del territorio massetano e delle Colline Metallifere è nata nel corso degli anni settanta quando, con il declino dell'attività mineraria, alcuni ex minatori e privati cittadini dettero vita al Gruppo Mineralogico Massetano, un comitato di valorizzazione del patrimonio minerario di Massa Marittima, iniziando a raccogliere macchinari e strumenti di lavoro dagli impianti che via via andavano a chiudersi.
Nel 1980, all'interno di una cava in travertino in via Corridoni, già scavata nel Medioevo e nella quale negli anni della seconda guerra mondiale erano state ricavate tre gallerie utilizzate come rifugio anti-aerei, fu allestito e inaugurato il Museo della miniera, una ricostruzione realistica degli ambienti interni di una miniera tra gli anni cinquanta e gli anni settanta.
Con il patrocinio del Comune, che aveva permesso la conservazione di un nutrito patrimonio documentario nei propri magazzini, e la consulenza dell'archeologo Riccardo Francovich, il progetto di valorizzazione della storia mineraria locale trovò un primo compimento con l'inaugurazione nel 1984 del Museo di arte e storia delle miniere, ospitato all'interno del palazzetto delle Armi: questo museo, rinnovato nel 2001, disponeva di quattro sale espositive corredate da pannelli didattici curati dal Dipartimento di storia e archeologia dell'Università di Siena e raccoglieva il materiale tecnico e cartografico riferito alle miniere locali, oltre che collezioni di minerali e uno studio sugli statuti minerari in Europa (compreso il Codice minerario massetano anteriore al XIV secolo).
I due musei operarono congiuntamente per circa un trentennio, finché l'amministrazione comunale non avallò il progetto "Subterraneo" per la costituzione di un unico istituto museale, promosso dal gruppo COMASAM (Comitato di valorizzazione del patrimonio minerario di Massa Marittima) e dal suo presidente Lido Santini. Il museo di arte e storia delle miniere, temporaneamente chiuso da alcuni anni a causa dell'inagibilità dell'edificio, venne trasferito in via Corridoni, nel restaurato fabbricato dell'ex scuola elementare presso le gallerie della miniera, e riallestito secondo la direzione scientifica di Luisa Dallai. Il nuovo museo della miniera (Subterraneo) venne inaugurato il 21 aprile 2023.

## Caratteristiche
All'interno dello stabile del museo, già scuola elementare, sono ospitate alcune sale che espongono una vasta testimonianza di strumenti di vita quotidiana del minatore, come panierine per il pasto, elmetti, scarponi, oltre che apparecchiature minerarie come strumenti di misurazione, tra cui un ottocentesco squadro (strumento topografico che consente di tracciare sul terreno due allineamenti appartenenti a piani verticali tra loro perpendicolari) e un eclimetro della metà del XVI secolo (strumento dalla forma simile ad un cannocchiale per misurare l'inclinazione di una visuale sull'orizzonte). Nella collezione spiccano anche lampade da illuminazione, come una lampada ad olio del XIX secolo, carte con sezioni geologiche e antiche mappe di miniera (tra le quali una della miniera di Fenice Capanne datata al 1840). A questo patrimonio documentario si aggiungono varie collezioni di campioni di minerali proveniente dalle maggiori miniere del territorio della Toscana meridionale: le miniere di pirite e solfuri di zinco, piombo e rame del territorio massetano (Niccioleta, Campiano, Boccheggiano, Gavorrano, Campiglia Marittima), le miniere di mercurio di Santa Fiora e del monte Amiata, le miniere di ferro dell'isola d'Elba, quelle di antimonio della bassa Maremma. Particolare attenzione è dedicata anche alla storia sociale del territorio, con approfondimenti storici circa la storia industriale della Maremma, le lotte sindacali ed eventi bellici quali la strage di Niccioleta.
All'esterno dell'edificio, nel costone tufaceo che sovrasta il centro di Massa Marittima, si trovano le tre gallerie disposte su un unico livello per un totale di circa settecento metri. La prima galleria illustra il processo di abbattimento del minerale; la seconda i vari sistemi di armatura posti a sorreggere le volte (armatura in legno – castagno o acacia – oppure armatura metallica, la chiodatura degli anni settanta o quella a tutto tondo per terreni friabili come l'argilla, alternando i mattoni al legno, e infine l'armatura di cemento più resistente all'acqua e quella a castello, la più sicura di tutte); la terza ripropone alcune stanze caratteristiche della vita quotidiana in miniera (la mensa e l'officina) ed un'esposizione di minerali (galena, calcopirite, pirite, limonite, magnetite e gesso).